# Китобойные суда проекта 393
Китобойные суда проекта 393 («Мирный») — специальные суда для китобойного промысла входившие в состав флотилий по добычи китов в СССР.

## История
Суда проекта 393 или «Мирный» были разработаны в 1956 году Николаевским судостроительным заводом имени Носенко УССР в рамках программы строительства современных китобойных баз типа «Советская Украина». Всего было построено 99 судов, служивших в антарктических водах, и обслуживающих пять советских китобойных баз. К «Советской Украине» и «Советской России» были приписаны по 20 китобойцев, к «Юрию Долгорукому» — 15 (в некоторых рейсах — до 18), к «Владивостоку» и «Дальнему Востоку» — по 12. Промысловое оснащение включало гарпунную пушку, демпфирующие устройства и компрессор для накачки туш убитых китов.
В 1964 году четыре китобойца были переоборудованы на Николаевском заводе имени 61 коммунара в малые разведывательные корабли (проект 393А),  разработанному в СКБ-171.  Это суда:
- «Бакан»,
- «Вал»,
- «Вертикал»,
- «Лоцман».

Установленное на корабле вооружение включало: средства радиоразведки (РР), радиотехнической разведки (РТР) и гидроакустической разведки (ГАР). Эти средства позволяли вести радиоэлектронную разведку радио, радиотехнических излучений ВМС вероятного противника. Спецаппаратура корабля включала в себя системы: "Квадрат", МРР-1-7, "Конус-ЗК", РЛС "Дон", ГАС "Бронза".

## Экспорт
ВМС Мавритании: 2 единицы проекта 393, вооружение 2х30 мм, 1 пулемет: 
- корвет Боуланоуар (до 1976 китобойное судно Скромный (зав.№1541)) 28.11.1959/?/28.06.1960,
- корвет Идини (до 25.06.1974 китобойное судно Солидарный (зав.№1548)) 18.06.1960/?/28.12.1960.

Списаны в 1981 году. 